# Сомборски гласник (лист)
Сомборски гласник је политичко-друштвени лист који је излазио у Сомбору. Лист је је излазио у периоду од 1925. до 1927. године. Одговорни уредник листа био је Богдан Јаракула.

## Историјат
У међуратном периоду у Сомбору су излазили  бројни краткотрајни партијски листови. Један од њих је и Сомборски гласник.
Лист су издавали радикали. За разлику од других партијских листова, радикалска штампа је сачувала континуитет у излажењу упркос подељености у странци.
У размаку од само 12 дана тако су подељена крила Месног одбора Радикалне странке у Сомбору, покренула своје листове. Један је Сомборска реч а други Сомборска гласник. Први је изашао Сомборски гласник чији је први број објављен  29. марта 1925. године.

## Периодичност  и ток излажења
Лист је излазио недељно, али нередовно.

## Место издавања
Сомбор, од 29. марта 1925. до 7. фебруара 1927. године. 

## Штампарија и издавач
Издавач листа је био Богдан Јаракула. Сомборски гласник је штампан у штампарији "Етелка Рајчић" у Суботици.

## Власник и уредник
Власник и главни уредник листа је био Богдан Јаракула.